# ایستگاه کالدونیا
ایستگاه کالدونیا (انگلیسی: Caledonia station) یک ایستگاه قطار سبک شهری در حال ساخت در خط ۵ اگلینتون، بخشی از سیستم متروی تورنتو است.